# Wigmore Castle
Wigmore Castle är ett slott i Storbritannien.   Det ligger i grevskapet Herefordshire och riksdelen England, i den södra delen av landet, 210 km väster om huvudstaden London. Wigmore Castle ligger 182 meter över havet.
Terrängen runt Wigmore Castle är kuperad norrut, men söderut är den platt. Runt Wigmore Castle är det ganska tätbefolkat, med 93 invånare per kvadratkilometer. Närmaste större samhälle är Ludlow, 12,3 km nordost om Wigmore Castle. I omgivningarna runt Wigmore Castle växer i huvudsak blandskog.